# Tiro ai Giochi della X Olimpiade - Pistola 25 metri
La competizione della pistola 25 metri maschile di tiro a segno ai Giochi della X Olimpiade si tenne il 12 agosto 1932 al Police Pistol Range di Los Angeles.

## Risultato
| Pos.    | Atleta                 | Nazione     | Punti | Sessioni di tiro | Sessioni di tiro | Sessioni di tiro | Sessioni di tiro | Sessioni di tiro |
| Pos.    | Atleta                 | Nazione     | Punti | 1ª               | 2ª               | 3ª               | 4ª               | 5ª               |
| ------- | ---------------------- | ----------- | ----- | ---------------- | ---------------- | ---------------- | ---------------- | ---------------- |
| Oro     | Renzo Morigi           | Italia      | 42    | 18               | 6                | 6                | 6                | 6                |
| Argento | Heinz Hax              | Germania    | 40    | 18               | 6                | 6                | 6                | 4                |
| Bronzo  | Domenico Matteucci     | Italia      | 39    | 18               | 6                | 6                | 6                | 3                |
| 4       | Walter Boninsegni      | Italia      | 35    | 18               | 6                | 6                | 5                |                  |
| 4       | José González          | Spagna      | 35    | 18               | 6                | 6                | 5                |                  |
| 4       | Arturo Villanueva      | Messico     | 35    | 18               | 6                | 6                | 5                |                  |
| 7       | José Maria Soares      | Portogallo  | 29    | 18               | 6                | 5                |                  |                  |
| 7       | Arnulfo Hernández      | Messico     | 29    | 18               | 6                | 5                |                  |                  |
| 7       | Rafael Afonso de Sousa | Portogallo  | 29    | 18               | 6                | 5                |                  |                  |
| 7       | Luther Roberts         | Stati Uniti | 29    | 18               | 6                | 5                |                  |                  |
| 7       | Gustavo Salinas        | Messico     | 29    | 18               | 6                | 5                |                  |                  |
| 12      | Thomas Carr            | Stati Uniti | 23    | 18               | 5                |                  |                  |                  |
| 13      | Manuel Corrales        | Spagna      | 17    | 17               |                  |                  |                  |                  |
| 13      | Luis Calvet            | Spagna      | 17    | 17               |                  |                  |                  |                  |
| 13      | Eugenio do Amaral      | Brasile     | 17    | 17               |                  |                  |                  |                  |
| 16      | Ernest Tippin          | Stati Uniti | 16    | 16               |                  |                  |                  |                  |
| 17      | Braz Magaldi           | Brasile     | 15    | 15               |                  |                  |                  |                  |
| 17      | António Ferraz         | Brasile     | 15    | 15               |                  |                  |                  |                  |